# Bertrand Mandico
Bertrand Mandico est un cinéaste français, né le 12 mars 1977 à Toulouse.

## Biographie
Bertrand Mandico est diplômé de l'école de cinéma d'animation des Gobelins. Après quelques films d’animation aux atmosphères organiques et surréalistes comme Le Cavalier bleu, il se dirige vers la prise de vue réelle, d'abord pour des films de commande où il développe un univers insolite (vidéos, mini-séries), puis pour ses courts métrages de fiction aux univers radicaux.[réf. nécessaire]
Il se consacre en outre à l’écriture de longs métrages et continue à réaliser de nombreux films multi-formats, dont Boro in the Box (Quinzaine des réalisateurs 2011 ; grand prix du festival Curtas de Vila do Conde et grand prix Europe au festival du cinéma de Brive), Living Still Life (sélection officielle à la Mostra de Venise 2012 ; festival international du film de Rotterdam 2013) et Prehistoric Cabaret (prix du meilleur court métrage au festival international du film de San Francisco).

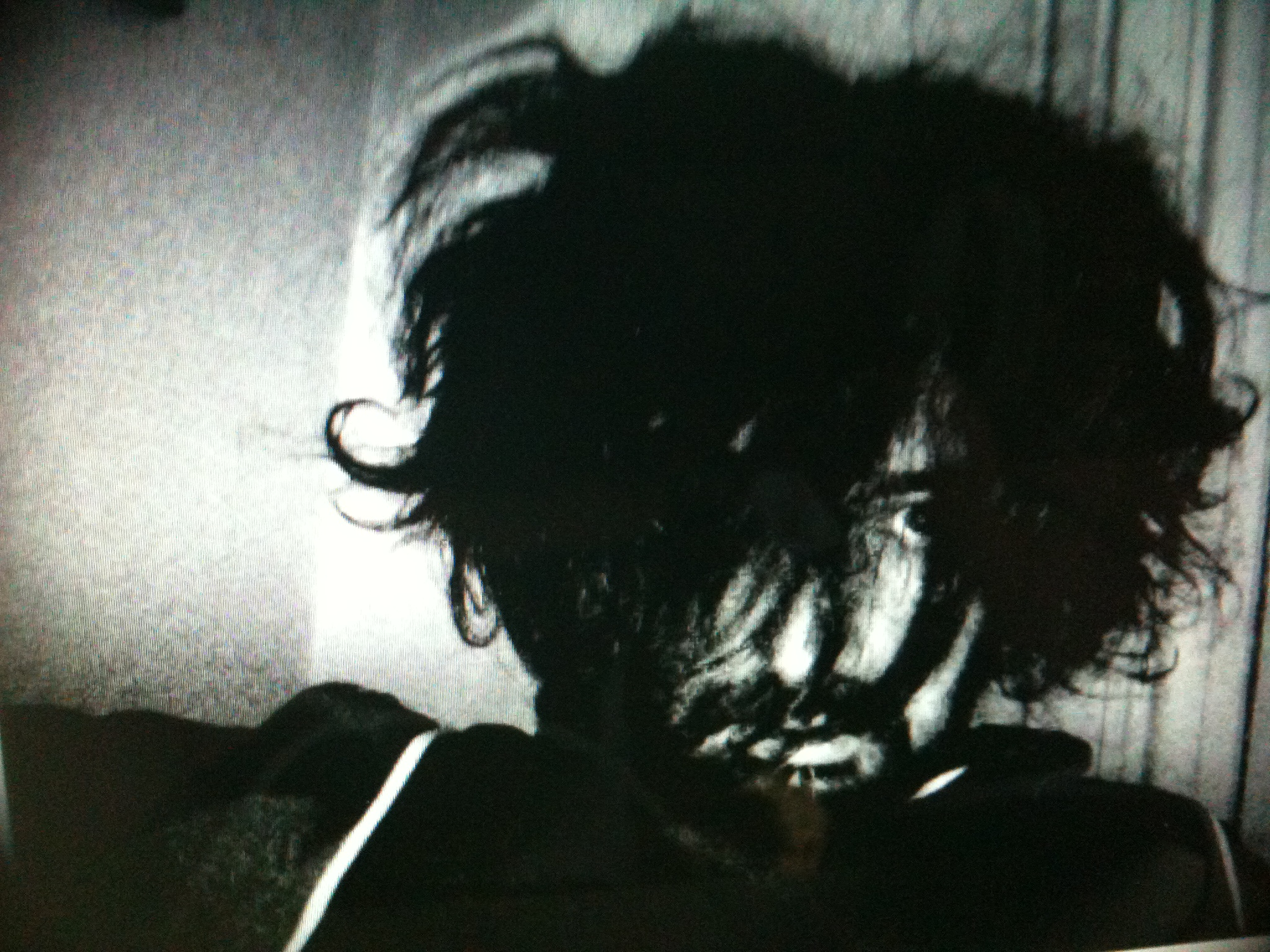
Bertrand Mandico répétition : Les Garçons sauvages, 12 décembre 2017.

Ses créations filmiques font l'objet d'expositions et d'installations. Le programme Hormona sort en salle en 2015, regroupant Notre-Dame des hormones, Y a-t-il une vierge encore vivante ? et Prehistoric Cabaret.
Il tourne en 2017 le long métrage Les Garçons sauvages qui obtient le prix Louis-Delluc du premier film. Présenté et primé à la Semaine de la critique de Venise, récompensé dans de nombreux festivals et considéré comme une œuvre emblématique, le film est consacré meilleur film de l'année 2018 par les Cahiers du cinéma.
Mandico enchaîne avec le moyen métrage de science fiction Ultra Pulpe (Semaine de la critique de Cannes 2018) sorti en salle dans le film à sketchs Ultra Rêve.
En 2019, il tourne plusieurs clips vidéos, sous forme de films, pour les groupes Kompromat et M83.
After Blue (Paradis sale) son deuxième long métrage, mêlant fantaisie et western au féminin et prolongeant son exploration et ses mutations du cinéma de genre, est présenté en compétition au Festival international du film de Locarno en 2020, où il remporte le prix FIPRESCI de la critique internationale. Sorti dans les salles en 2022, le film obtient également des grands prix dans des festivals consacrés au cinéma de genre tels que le  Fantastic Fest4 et lefestival international de Sitges ou Midnight Madness au festival international de Toronto, installant Bertrand Mandico à l'international, comme le cinéaste français de l'hybridation des genres.
En 2023, son troisième long métrage Conann est sélectionné à la Quinzaine des cinéastes de Cannes. Le film est une épopée onirique et barbare à travers les âges et les époques.

## Style

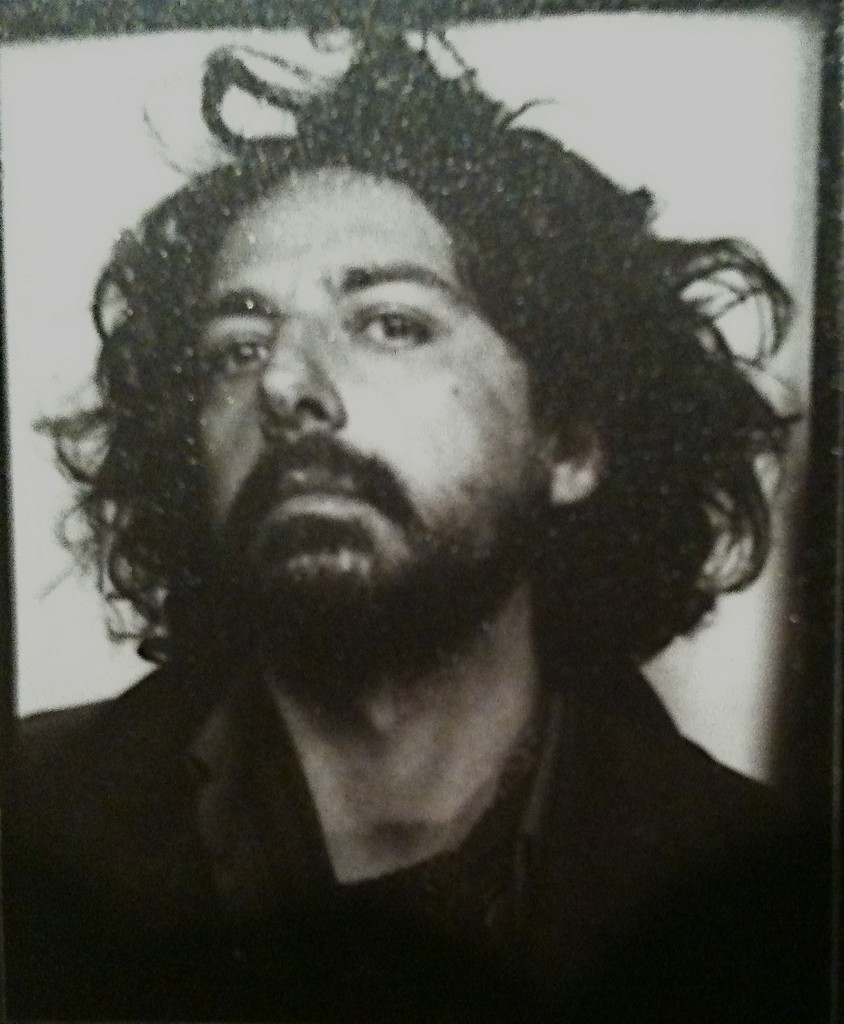
Portrait de Bertrand Mandico, photographie anonyme.

Bertrand Mandico a réalisé de nombreux films aux atmosphères étranges : courts métrages, moyens métrages, fictions et des essais expérimentaux. À travers ses films, il tente de travailler sur hybridation de genres : Il dit qu'il est mort (western et contemplatif), Les Garçons sauvages (film d'aventure et fantastique), Ultra Pulpe (fantastique et romantisme), Essai 135 (science et impressionnisme), Mie, l'enfant descend du songe (danse et hypnose), etc.
Il collabore avec Aline Ahond et crée des films d'habillage pour Arte. Il explore les expériences filmiques en tournant dans divers pays, par exemple Lif og daudi Henry Darger, tourné en Islande et en islandais, présenté à la Mostra de Venise en 2010.
Il prolonge ses recherches cinématographiques sur différents supports tels que la photographie, le dessin, l'écriture, le travail du son et les collages.
Depuis 2011, il crée avec l'actrice Elina Löwensohn — avec qui il collabore depuis une dizaine d'années — une série de films courts, 20+1 projections, kaléidoscope cinématographique la mettant en scène sous forme de films. Expérience prolongée sous la forme de photographies et performances (il a tourné 11 films à ce jour dans ce cadre) dont The Return of Tragedy (sélection officielle à la Mostra de Venise 2020).
Ses recherches pour ses films, qui prennent la forme de collages, dessins ou photographies, ont été exposées à plusieurs reprises.
Il fonde en 2012 le manifeste cinématographique International Incoherence (Cinéma incohérent) avec la cinéaste islandaise Katrin Olafsdottir.
En 2018, il joue dans le film Un couteau dans le cœur de Yann Gonzalez. La même année, il conçoit avec ce dernier, ainsi qu'avec Caroline Poggi et Jonathan Vinel, le texte manifeste Flamme (publié dans les Cahiers du cinéma).
Le cinéma de Bertrand Mandico est souvent défini comme « Expérimental Entertainment ». Le cinéaste travaille avec les codes du cinéma populaire tout en empruntant au cinéma expérimental des formes stylistiques. Le récit, à la croisée de plusieurs genres, est imprégné de références cinéphiles et d'une dimension ésotérique.
En 2021, il prépare un spectacle hybride au théâtre des Amandiers Conan la Barbare, mêlant tournage et performance. Le spectacle, invisible, est une préparation d'une série de films de divers formats dont le tournage s'achève en 2022 (The Barbarian Cycle) et présenté à Locarno en 2023. Nous les Barbares, Rainer (a vicious dog in skull valley) ainsi que le long métrage Conann sont issus de cette expérience.
En 2023, il met en scène pour le festival d'Aix-en-Provence, une version filmique de Petrouchka (de Stravinsky) et réalise L'émission a déjà commencé pour France 2, une fausse émission de télévision présentant les deux court-métrages liés à Conann ainsi que The Last Cartoon.

## Filmographie

### Courts métrages
- 1997 : La Chanson du jardinier fou
- 1999 : Le Cavalier bleu (11 min)
- 2000 : Mr Flupersu
- 2001 : La Tempête / L'île de la corne / Glaz
- 2001 : Le Sacre
- 2001 : Chris Dangoisse, en deux épisodes
- 2002 : Sponge, unitaire mini-série
- 2002 : Salon brésil, film musical
- 2003 : Osmose, film musical pour Étienne Charry
- 2003 : C'était le chien d'Eddy
- 2004 : Tout ce que vous avez vu est vrai
- 2006 : Il dit qu'il est mort (11 min)
- 2007 : Mie, l'enfant descend du songe
- 2007 : Essai 135
- 2009 : Sa majesté petite barbe
- 2010 : Lif og daudi Henry Darger
- 2010 : Burlesque et froid
- 2012 : La Résurrection des natures mortes (Living Still Life) (15 min)[7]
- 2013 : Prehistoric Cabaret
- 2013 : Odile dans la Vallée
- 2014 : Souvenirs d'un montreur de seins
- 2014 : S… Sa… Salam… Salammbô Salammboô[8], film expérimental (7 min)
- 2015 : Y a-t-il une vierge encore vivante ?
- 2016 : Féminisme, Rafale et Politique
- 2016 : Depressive Cop (12 min)
- 2017 : Apprivoisé clip vidéo pour Calypso Valois
- 2017 : Petite fille timide
- 2018 : L'Île aux robes
- 2018 : À rebours
- 2019 : Le Cri dans l'oeil, recut pour Blow Up
- 2018 : Niemand, film musical pour Kompromat
- 2019 : ExtaZus, trilogie de films musicaux pour M83
- 2020 : The Return Of Tragedy
- 2021 : A Black Sun Sets Upon a Violet Desert
- 2021 : Huyswomans
- 2021 : Dead Flash, film expérimental
- 2022 : The Last Cartoon (nonsense, optimistic, pessimistic), court métrage pour les 75 ans du festival de Locarno

### Moyens métrages
- 2011 : Boro in the Box
- 2015 : Notre-Dame des hormones (31 min)
- 2018 : Ultra Pulpe (présenté dans le film Ultra Rêve avec des courts-métrages de Caroline Poggi et Jonathan Vinel, et de Yann Gonzalez)
- 2023 : Rainer (a viciou dog in skull valley)
- 2023 : Nous les Barbares
- 2024 : Pétrouchka

### Longs métrages
- 2015 : Hormona  (anthologie composée des films Prehistoric Cabaret, Notre-Dame des hormones, et Y a-t-il une vierge encore vivante ?)
- 2017 : Les Garçons sauvages
- 2021 : After Blue (Paradis sale)
- 2023 : Conann
- 2024: Dragon Dilatation (diptyque composé des films Pétrouchka et La déviante comédie )

### Essai documentaire
- 2024: La déviante comédie

### Téléfilm
- 2023 : L'émission a déjà commencé

### Mises en scènes
- 2021 : Conann la barbare (théâtre des Amandiers)
- 2023 : Petrouchka, spectacle filmique, pour le festival d'Aix-en-Provence, les ballets russes, d'après l'œuvre d'Igor Stravinsky - Orchestre de Paris sous la direction de Klaus Mäkelä

### Éditions
- Mandico in the Box, coffret anthologie DVD, Malavida
- Mandico, Hormona et vanités, coffret anthologie DVD/Bluray, Malavida
- Ultra Pulpe et autres chairs, coffret anthologie DVD/Bluray, UFO/Potemkine
- Les Garçons sauvages, coffret DVD/Bluray, UFO
- The Wild Boys, coffret (USA) DVD/Bluray, Altered Innocence
- Apocalypse After, coffret (USA) DVD/BLuray, Altered Innoncence /Mondo Macabro
- After Blue, dirty Paradise, coffret (USA) DVD/Bluray, Altered Innocence
- After Blue (Paradis sale), coffret DVD/Bluray, UFO
- She is Conann, coffret (USA) DVD/Bluray, Altered Innocence

## Publications
- Mie, un film figé, Éditions Fotokino[9]  (ISBN 978-2-9530742-1-5)
- Fenêtre sous bois[5]
- Chère chaise
- Sa majesté petite barbe[10],[11]
- Fleur de salive, recueil de dessin, Cornélius, coll. « Victor », 2012
- « Féminisme, rafale et politique », Les Écrits du cinéma Incohérent, no 1, La Belle Époque, 2013
- Méthodologie du jeu d'acteur (2013) revue littéraire Kanyar
- Borowczyk, Éditions de l'Œil  (ISBN 2351370473)
- (it) Associazioni imprevedibili. Il cinema di Walerian Borowczyk, Edizioni lindau
- b. boro. borowczyk. walerian borowczyk (1923-2006) [catalogue de la rétrospective de Varsovie], 2008
- Deux ouvrages collages aux éditions Les Crocs électriques
- Couverture pour les 70 ans des Cahiers du cinéma
- Scrapbooks catalogue collectif pour une exposition des Rencontres de la photographie d'Arles, éditions Delpire
- CONANN INTERNATIONAL Scrapbook autour de CONANN, éditions UFO
- DÉVIATIONS (vies parallèles) avec Pacôme Thiellement, éditions ANIMA

## Expositions et rétrospectives
Bertrand Mandico a travaillé sur l'œuvre de Walerian Borowczyk comme co-programmateur de la rétrospective et co-commissaire de l'exposition « b. boro. borowczyk. walerian borowczyk (1923-2006) » à Varsovie en 2008,,.
- « Rétrospective et exposition (International Incoherence) - Papay Gyro Nights », 2013 et 2014
- « Ciné-organica », Villa Médicis, 2014, rétrospective, exposition et installation Dans le cadre de sa collaboration avec Elina Löwensohn.
- « Focus Bertrand Mandico », rétrospective et cartes blanches, festival Côté court de Pantin, 2016
- Rétrospective, European Film Festival Palic, 2017
- Scrapbooks, exposition collective rencontre de la photographie de Arles, 2023
- Rétrospective et exposition à la cinémathèque de Francfort, 2023
- Scrapbooks, exposition galerie Delpire, 2024
- Anticinéma, exposition, performances et projections, DE SINGEL Anvers, 2024
- Rétrospective, Festival Vila Do Conde, Portugal, 2024

## Distinctions
- Boro in the Box
  - Festival du cinéma de Brive[15]
    - Prix Europe
    - Prix Jeune public

  - Grand prix au festival de Vila do condé
  - Prix du meilleur court métrage au LUFF
  - Prix de la meilleure photographie au festival Silhouette
- Notre-Dame des hormones
  - Prix  du meilleur court métrage au LUFF
  - Festival du cinéma de Brive
    - Mentions meilleur film France et Public jeune

  - Mention de la presse au festival Côté court de Pantin
- Prehistoric Cabaret
  - Prix du meilleur court métrage au festival de San Francisco
- Depressive cop
  - Prix du meilleur court métrage au LUFF
- Les Garçons sauvages
  - Prix Semaine de la critique Venise
  - Grand prix des Nouveaux alchimistes au FNC-Montréal
  - Grand prix compétition internationale au FIFIB-Bordeaux et prix Erasmus-jeunesse
  - Prix Gérard Frot-Coutaz au festival du film de Belfort - Entrevues
  - Prix Rebel au Tallin Black Nights
  - Sevilla International Film Festival, novembre 2017 – Special Award « Nuevas Olas »
  - FEC Tarragona, décembre 2017 – Prix du jury Jeune et mention spéciale du jury
  - Grand Prix du !f Istanbul, mars 2018
  - Topor du cinéma 2018
  - Prix France Culture 2018
  - Prix Louis-Delluc 2018 du premier film
- After Blue (Paradis sale)
  - Prix FIPRESCI prix de la critique internationale au festival de Locarno 2021
  - Best Film Competition prix du meilleur film en compétition au Fantastic Fest (Austin USA) 2021
  - Prix FIPRESCI prix de la critique internationale au festival de Sitges (Espagne) 2021
  - Prix du Jury prix spécial du jury au festival de Sitges (Espagne) 2021
  - Prix  José Luis Guarner Critic's Award du meilleur film au festival de Sitges (Espagne) 2021

- Underground Spirit Award- European Film Festival Palic, pour l'ensemble de ses films